# Legião Condor
A Legião Condor (em alemão: Legion Condor) foi uma unidade composta de militares da força aérea e do exército da Alemanha nazista, que serviram com os nacionalistas durante a Guerra Civil Espanhola de julho de 1936 a março de 1939. A Legião Condor desenvolveu métodos de bombardeamento estratégico que foram amplamente utilizados na Segunda Guerra Mundial. O bombardeamento de Guernica foi a operação mais infame realizada pela Legião Condor. Hugo Sperrle comandou as formações de aeronaves e Wilhelm Ritter von Thoma comandou os elementos situados em terra.

## Comandantes
| Comandante                                   | Data                                          |
| -------------------------------------------- | --------------------------------------------- |
| Generalmajor Hugo Sperrle                    | 1 de Novembro de 1936 - 31 de Outubro de 1937 |
| Generalmajor Helmuth Volkmann                | 1 de Novembro de 1937 - 31 de Outubro de 1938 |
| Generalmajor Wolfram Freiherr von Richthofen | 1 de Novembro de 1938 - 18 de Julho de 1939   |

### Chefes de estado maior[3]
| Major Alexander Holle                                            | 1 de Novembro de 1936 - ? Janeiro de 1937     |
| Oberstleutnant (Tenente-Coronel) Wolfram Freiherr von Richthofen | ? Janeiro de 1937 - 11 de Janeiro de 1938     |
| Major Hermann Plocher                                            | 11 de Janeiro de 1938 - 1 de Novembro de 1938 |
| Oberstleutnant (Tenente-Coronel) Hans Seidemann                  | 1 de Novembro de 1938 - 18 de Julho de 1939   |

## História

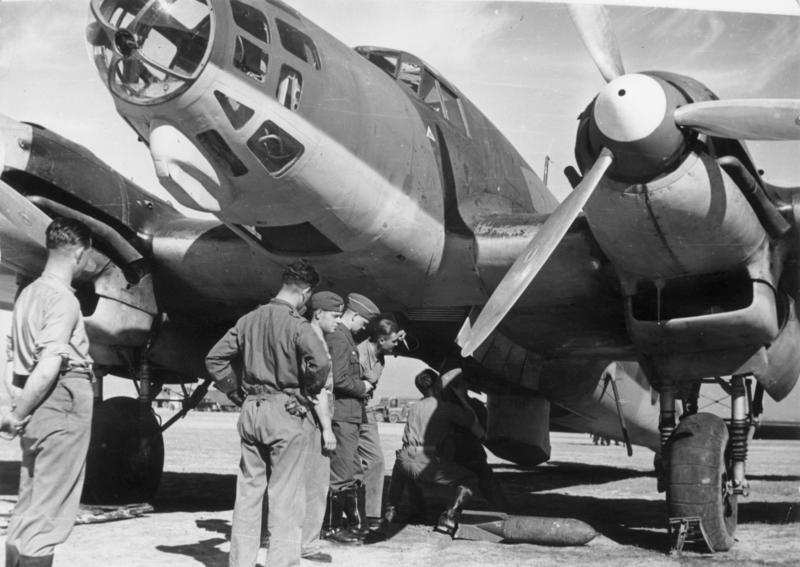
Um avião bombardeiro alemão He 111E na Espanha.

Após o início da guerra civil na Espanha, a Segunda República Espanhola se voltou para buscar ajuda na União Soviética e da França, já os nacionalistas solicitaram o apoio da Alemanha de Hitler e da Itália fascista. O primeiro pedido de aeronaves alemãs foi feito em 22 de julho, com um pedido de 10 aeronaves de transporte, Adolf Hitler, chanceler alemão, por sugestão do chefe da Luftwaffe Hermann Göring resolveu atender ao pedido com o principal objetivo o de testar a força aérea alemã numa guerra convencional, o apoio oficial foi confirmado em 25 de julho, em segredo para não provocar uma guerra em toda a Europa.  Estudos por parte dos alemães concluíram que as forças nacionalistas precisariam de pelo menos 20 Junkers Ju 52s sendo esses pilotados pelos pilotos da LuftHansa para transportar o Exército da África que se achava no Marrocos espanhol para a Espanha. Esta missão ficou conhecida como Operação Fogo Mágico (Alemão: Feuerzauber ).  
Assim como as operações a organização e o recrutamento de voluntários alemães também fora mantida em segredo. O primeiro contingente de 86 homens partiu em 1º de agosto, sem saber de seu destino. Juntamente a estes foram enviados seis caças biplanos, canhões antiaéreos e cerca de 100 toneladas de outros suprimentos. Eles foram posicionados no aeródromo de Tablada, perto de Sevilha, e acompanhados pelos elementos de transporte aéreo da Alemanha começaram a ponte-aérea de tropas de Franco para a Espanha. Em setembro o envolvimento da Alemanha cresceu e começou a abranger as outras unidades da Wehrmacht; A Operação Fogo Mágico fora renomeada Operação Guido em novembro, colocando que tropas alemães treinariam nacionalistas espanhóis e não deveriam se engajar em combates, a partir de 24 de outubro o chefe da Kriegsmarine forneceu submarinos, juntamente com outros navios de superfície os U-boats alemães foram enviados para as águas espanholas sob o codinome Ursula .
Nas duas semanas que se seguiram a 27 de julho, o transporte aéreo alemão movimentou cerca de 2 500 soldados do Exército da África para a Espanha. Em 11 de outubro, 13 500 tropas, 127 metralhadoras e 36 canhões de campo foram transportados para a Espanha a partir do Marrocos. Durante este período houve diversas missões de combate aberto por conta da Legião Condor. Nessa época o líder de operação, Alexander von Scheele, foi substituído por Walter Warlimont. Em setembro, 86 toneladas de munições, 40 tanques Panzer I e 122 soldados foram desembarcados na Espanha; Eles foram acompanhados por 108 aeronaves no período de julho a outubro, divididas entre aeronaves para a própria facção nacionalista e aviões para voluntários alemães na Espanha.
Pilotos alemães apoiaram o avanço nacionalista sobre Madrid , e a operação de alívio bem-sucedido do cerco do Alcázar. No mesmo período o apoio aéreo por parte dos soviéticos para os republicanos estava a aumentar, particularmente através do fornecimento de aeronaves Polikarpov. Após o reconhecimento alemão do governo de Franco em 30 de setembro, os esforços alemães na Espanha foram reorganizados e ampliados.
Em 11 de novembro de 1936 os primeiros 697 homens da Legião Condor chegavam a Sevilha. Adolf Hitler abastecia os nacionalistas espanhóis com homens e armamentos, mas esse era um grupo novo e especial: o chefe da inteligência alemã, Wilhelm Canaris, havia acordado com o general Franco que o contingente seria majoritariamente aéreo. Presente em quase todas as frentes de batalha, a temida Legião Condor chegou a reunir 5 mil aviadores, centenas de soldados, unidades de tanques, blindados, artilheiros e uma infantaria motorizada de elite.

## Histórico Operacional
A Legião Condor consistia no Kampfgruppe 88 (três esquadrões de bombardeiros Ju 52) e o Jagdgruppe 88 (três esquadrões de caças Heinkel He 51), o Aufklärungsgruppe 88 (suplementado pelo Aufklärungsgruppe See 88), o Flakbteilung 88 (grupo antiaéreo), e o Nachrichtenabteilung 88 (grupo de sinalização). Comando geral foi dado a Hugo Sperrle, com Alexander Holle como chefe de gabinete. Scheele foi transferido para se tornar um adido militar em Salamanca. Duas unidades blindadas sob o comando de Wilhelm Ritter von Thoma, com quatro tanques cada, também estavam operacionais.
Os nacionalistas foram apoiados por unidades e materiais alemães e italianos durante a Batalha de Madri. No entanto, a situação militar em Madri permaneceu complicada para os nacionalistas, e aviões alemães e italianos (sob a direção de Franco) começaram a bombardear à cidade como um todo. Os alemães estavam ansiosos para observar os efeitos dos bombardeios sobre os civis e a desenvolver técnicas para a queima deliberada da cidade. As ofensivas envolvendo aviões alemães, bem como os bombardeios, não tiveram sucesso, pois o aumento da superioridade aérea republicana tornou-se aparente, particularmente com a chegada das aeronaves soviéticas Polikarpov I-15 e I-16. Entre o final de 1936 e o início de 1937, novas aeronaves foram enviadas para a Legião Condor, incluindo os bombardeiros de mergulho Henschel Hs 123 e protótipos de Heinkel He 112 e o Messerschmitt Bf 109, com o último sendo o mais bem-sucedido. O Heinkel He 111 foi adicionado à frota de bombardeiros, junto com o Dornier Do 17 (tipos E e F), sendo as aeronaves mais antigas passadas para os nacionalistas. Até o final de 1936, aproximadamente 7000 soldados da legião Condor estavam na Espanha.
As forças alemãs também operaram na Batalha de Jarama, que começou com uma ofensiva nacionalista no dia 6 de fevereiro de 1937. Foram Incluídas nessa batalha forças terrestres fornecidas pela Alemanha, incluindo duas baterias de metralhadoras, uma divisão de tanques e as armas antiaéreas da Legião Condor. O bombardeio de aviões tanto republicanos quanto nacionalistas, incluindo os Ju 52s da Legião foram fundamentais para assegurar um impasse em terra. Nessa batalha também ficou claro a inadequação das aeronaves da Legião, confrontada com caças de fabricação soviética.
O uso de He 51 e Ju 52s, e os canhões antiaéreos da Legião usados em missões terrestres, apenas mitigaram parcialmente a derrota significativa que os nacionalistas sofreram na Batalha de Guadalajara em março. Em janeiro de 1937, uma equipe ítalo-alemã foi criada para assessorar Franco no planejamento da guerra. As derrotas das forças italianas juntamente com a crescente superioridade soviética em tanques e aeronaves levaram os alemães a apoiar um plano que abandonava a ofensiva em Madri e, em vez disso, concentrar uma série de ataques em áreas mais fracas controladas pelos republicanos.

### A Campanha em Biscaia
A área isolada de Biscaia, uma parte predominantemente basca do norte da Espanha, foi o alvo mais imediato, no que foi chamado de Guerra no Norte. Foi em grande parte uma ofensiva nacionalista e italiana, mas fora apoiada por uma reequipada Legião Condor. Como a força aérea basca era muito limitada, até mesmo caças eram usados em missões de ataque ao solo. A força aérea da Legião inicialmente atacou as cidades de Ochandiano e Durango. Durango não possuía defesas antiaéreas e, segundo os bascos, 250 civis morreram no bombardeio de dia 31 de março. As forças terrestres bascas, acossadas pelos bombardeios e rechaçadas em terra, estavam em plena retirada para Bilbao, passando através da cidade de Guernica, que foi brutalmente atacada em 26 de abril em um dos ataques mais polêmicos da Guerra Civil Espanhola.

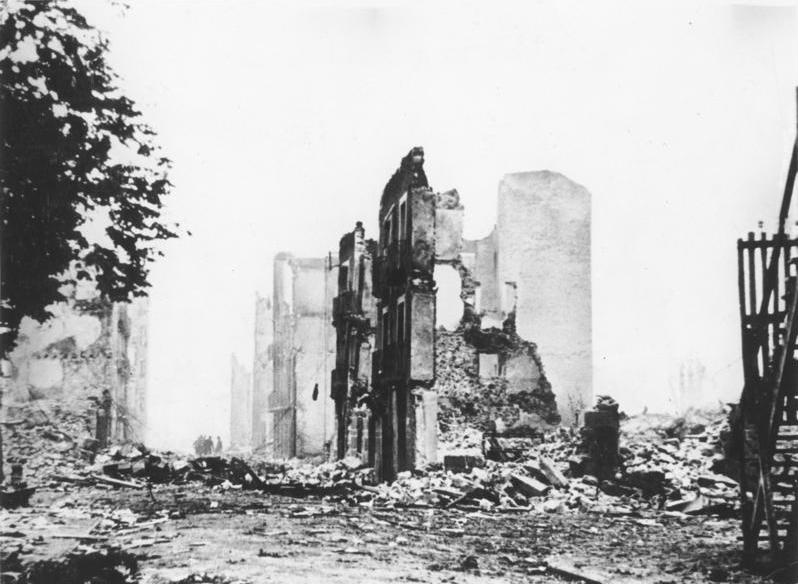
Ruínas de Guernica

### Guernica
O ataque a Guernica fora batizado de Operação Rügen. Ondas de aviões Ju 52 e He 111 bombardearam e metralharam alvos em Guernica buscando fechar a rota de fuga dos exércitos bascos. O número de vítimas é uma questão controversa, com 200 a 300 pessoas mortas segundo os nacionalistas, mas segundo os bascos foram de 1654 mortos e 889 feridos. Várias explicações foram apresentadas pelos nacionalistas sobre os motivos do ataque. No entanto, a natureza da operação em si, incluindo a formação e os armamentos usados, faz com que isso pareça improvável que se tentou evitar a destruição da cidade, sendo Guernica um alvo claro da Legião Condor. 
Os primeiros relatos da mídia em língua inglesa sobre a destruição em Guernica apareceram dois dias depois trazidos por George Steer, um repórter do The Times, que estava cobrindo a Guerra Civil Espanhola de dentro do país. Este escreveu o primeiro relato completo dos acontecimentos. A evidência de três pequenas bombas carimbadas com a Águia Imperial Alemã deixou claro para a Liga das Nações que a posição oficial alemã de neutralidade na Guerra Civil era apenas nominal e que as forças alemãs estavam participando da guerra ativamente.

### Outras campanhas
A Legião Condor também participou da Batalha de Brunete. Esta fora projetada como uma ofensiva republicana para tirar a pressão do norte da Espanha, onde a luta estava em curso. A Legião foi enviada do Norte para reforçar a linha nacionalista que estava sendo quebrada por vários ataques republicanos. Houve repetidos ataques aos veículos blindados republicanos e depois as posições defensivas republicanos sofreram bombardeios e pesados combates foram travados em Salamanca. As aeronaves republicanas foram ineficazes, apesar dos temores nacionalistas, em comparação com as aeronaves alemãs atualizadas. O Messerschmitt Bf 109 mostrou-se superior aos modelos I-15 e I-16 utilizados pelas forças republicanas.
Após a vitória na Batalha de Brunete os nacionalistas voltaram a se concentrar na captura do norte da Espanha. Um pesado bombardeio aéreo de 200 aviões nacionalistas, alemães e italianos fora usado atrás das linhas bascas para romper os abastecimentos em agosto de 1937, levando à queda do Santander após a Batalha de Santander em 1º de setembro. 

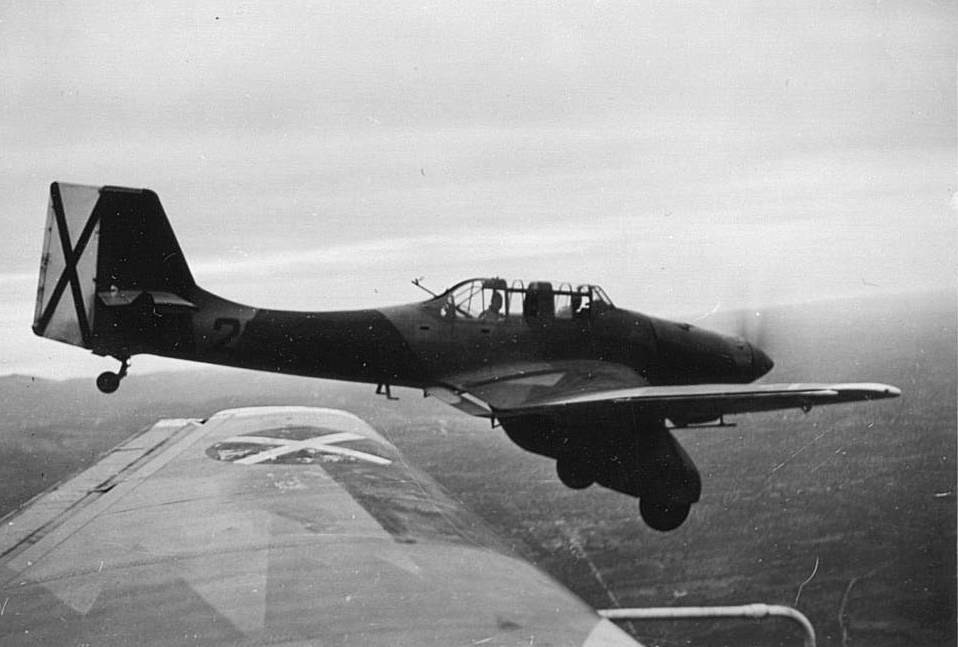
JU 87A com as marcas da Legião Condor

Enquanto a próxima grande campanha - Madri ou Barcelona – fora sendo discutida, a Legião Condor foi transferida para Soria e iniciou ataques contra os campos de pouso republicanos. Tal operação fora interrompida pelo avanço republicano sobre Teruel e a consequente Batalha de Teruel. Tanto as unidade de terra quanto as forças aéreas da Legião foram usadas para deter os republicanos. O mau tempo resultou em poucos voos e a cidade caiu nas forças republicanas em 6 de janeiro, porém uma contraofensiva nacionalista fora lançada onde até 100 surtidas por dia foram lançadas. Nessas o Junkers Ju 87A foi usado pela primeira vez para deter o avanço sobre Teruel. Em 22 de fevereiro os territórios perdidos foram retomados. A ofensiva nacionalista em Aragão em abril-junho de 1937, incluiu bombardeios e o uso das forças terrestres da Legião. Nos dias 24 e 25 de julho, as forças republicanas lançaram a última grande ofensiva da guerra, a Batalha do Ebro. Esta porém fora notada por unidades de reconhecimento da Legião Condor que alertaram as forças nacionalistas, porém o aviso foi ignorado. Embora a República tenha ganhado terreno, as forças republicanas não conseguiram controlar Gandesa. Durante a ofensiva cerca de 422 surtidas foram realizadas pela Legião tendo um efeito considerável na batalha.
Durante a guerra inteira a Legião Condor afirmou ter destruído 386 aeronaves inimigas (313 em combate aéreo) e 21000 toneladas de bombas foram lançadas. Tudo isso para a perda de apenas 72 aeronaves em combates e 226 baixas entre pilotos e pessoal de terra.

### Campanha naval

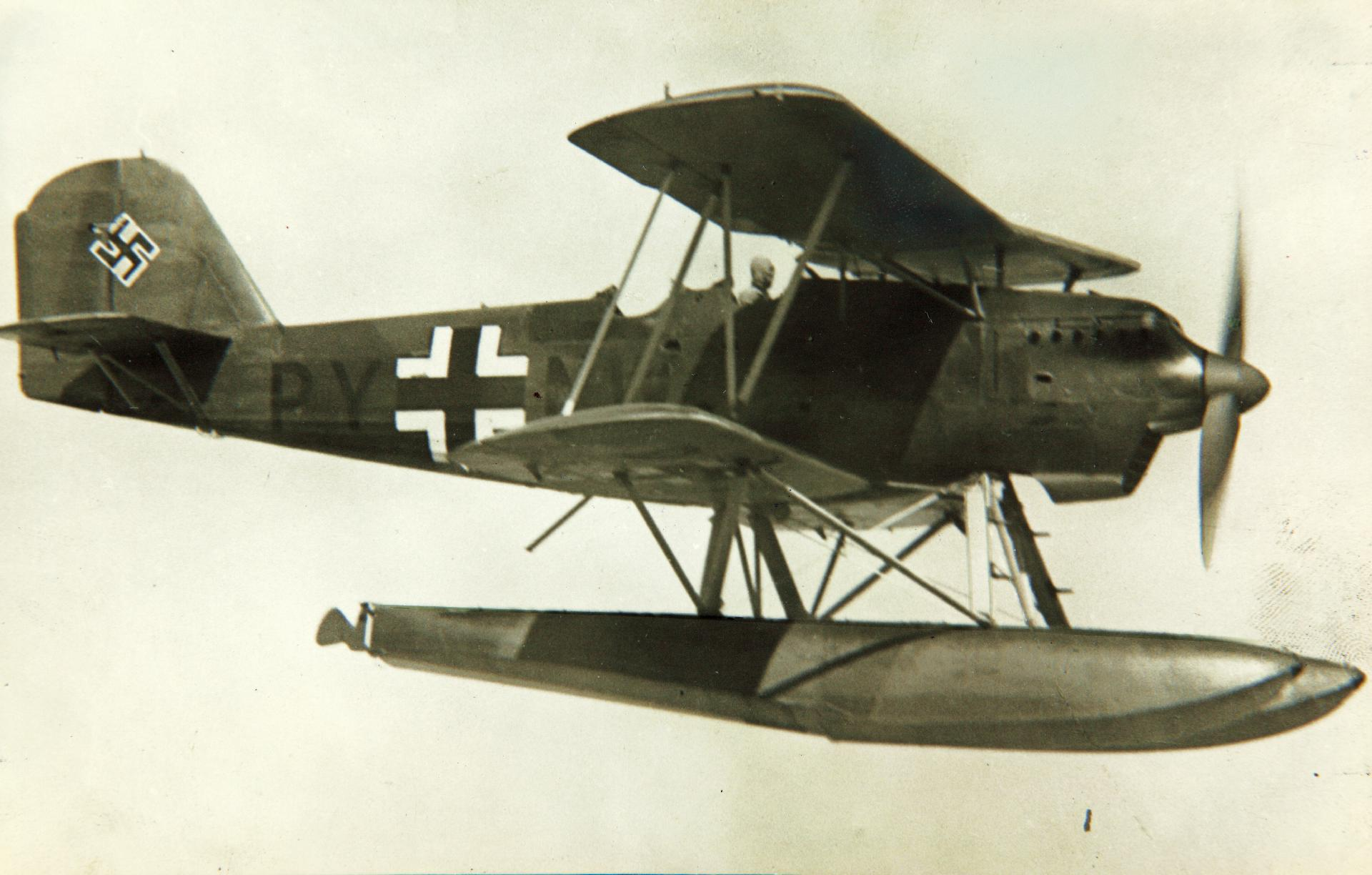
Heinkel He 60, a espinha dorsal das ações navais da legião condor

O Staffel 88 (em alemão: Aufklärungsstaffel See 88 ) era a unidade marítima da Legião Condor, sob o comando de Karl Heinz Wolff. Operando independentemente da divisão terrestre, agiu contra navios inimigos, portos, comunicações costeiras e, ocasionalmente, alvos do interior, como pontes. Suas principais aeronaves eram hidroaviões , como o Heinkel He 60, que começou a operar em Cádiz em outubro de 1936. As primeiras missões começaram com o reconhecimento, mas, após a mudança de suas base operacional de Cádiz para Melilla no Marrocos espanhol em dezembro de 1936, o foco mudou para ataques ao transporte republicano de tropas e suprimentos. A partir de junho de 1937, as operações foram expandidas para permitir ataques a todos os portos republicanos, desde que os navios britânicos não estivessem presentes, após essa permissão 10 navios foram atacados na segunda metade de 1937; no entanto, os torpedos noruegueses em uso se mostraram ineficazes, e e metralhadora ou bombas comuns foram usados. À medida que a atividade naval republica declinava com o advento da guerra, os alvos no interior se tornaram mais numerosos e as missões noturnas começaram.  No total da unidade, onze homens foram mortos em ação e cinco outros morreram devido a acidente ou doença.

## Ver Também
- Aviazione Legionaria
- Corpo Truppe Volontarie
- Crimes de Guerra da Itália
- Viriatos